# Kameido Tenjin-sha
Kameido Tenjin-sha (jap. 亀戸天神社) – chram shintō w Tokio, w dzielnicy Kōtō, w Japonii. Znany z Festiwalu Glicynii.

## Historia i opis
Nazwa chramu pochodzi od żółwia (kame) i do dzisiaj w stawie koło chramu żyje wiele tych gadów. Chram powstał w 1646 w rezultacie działalności misyjnej kapłana Shinsuke Sugawary, którego przodkiem był słynny poeta Michizane Sugawara (845–903), który był ofiarą intryg politycznych i zesłany na wygnanie. Po śmierci jednak został „ułaskawiony”, a jego duch deifikowany jako bóg nauki, literatury i kaligrafii pod imieniem Tenman (wym. Temman) lub Tenjin.
Shinsuke Sugawara popularyzował kult kami swojego przodka, zakładając chramy ku jego czci o nazwie tenman-gū także w ówczesnej wiosce Kameido. W 1661 w chramie Kameido ustawiono kultowy posąg Tenjina wyrzeźbiony ze świętej śliwy. Ponieważ w tym czasie spłonęło Edo (obecne Tokio), siogun przeniósł się do pobliskiej Kameido i uczynił tamtejszy chram Tenjina swoim oficjalnym sanktuarium. Chram uzyskał wówczas swój charakterystyczny wygląd, wzorowany na chramie Dazaifu Tenman-gū w Fukuoce.
II wojna światowa spowodowała całkowite zniszczenie chramu. Powojenna odbudowa trwała od 1949 do 1979. Główny budynek chramu z 1979 ma wspaniały dach w stylu "hełmu samuraja" ze złotymi okapami. Został odbudowany na wzór oryginału z XVII wieku. Chram otacza ogród japoński ze śliwami i glicyniami. Znajduje się tu posąg z brązu Michizane Sugawary, przedstawiający go w wieku 5 lat, kiedy podobno napisał swój pierwszy wiersz. Są tu także stare, kamienne latarnie oraz dwa mosty łukowe i posąg z brązu tzw. "krowy do głaskania na szczęście" (nade-ushi), charakterystyczny dla chramów Tenjina. Nad chramem góruje wieża telewizyjna Tokyo Skytree. Jak wszystkie chramy Tenjin, także ten odwiedzają uczniowie i studenci, modlący się o dobre oceny i o zdanie egzaminów.
W chramie odbywa się Festiwal Usokae w dniach 24 i 25 stycznia. Coroczne święto kwitnącej moreli japońskiej (Ume Matsuri) ma miejsce od połowy lutego do początku marca. Od połowy kwietnia do początku maja odbywa się coroczny słynny Festiwal Glicynii (Fuji Matsuri).

## Galeria

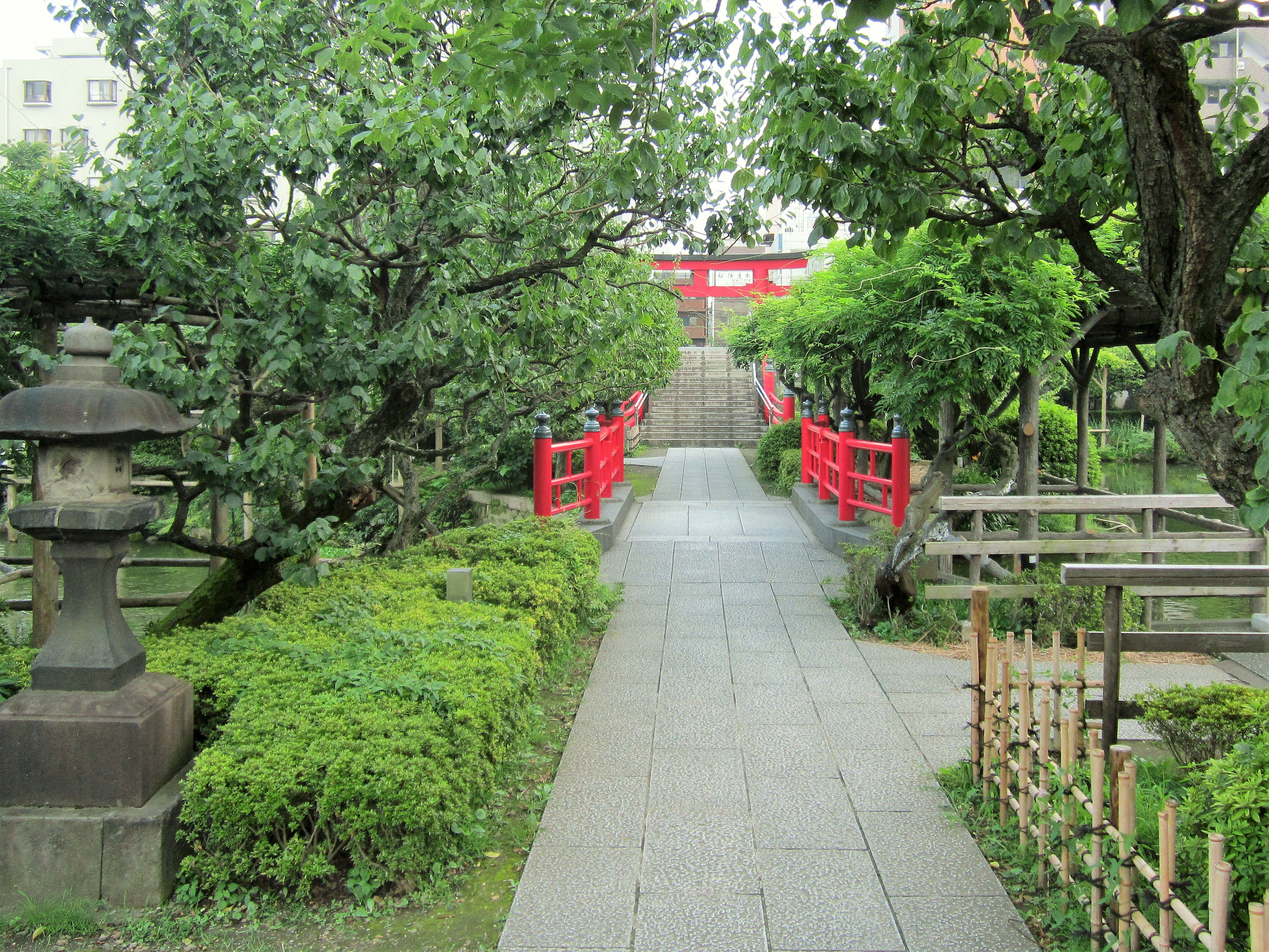
Ogród przy chramie
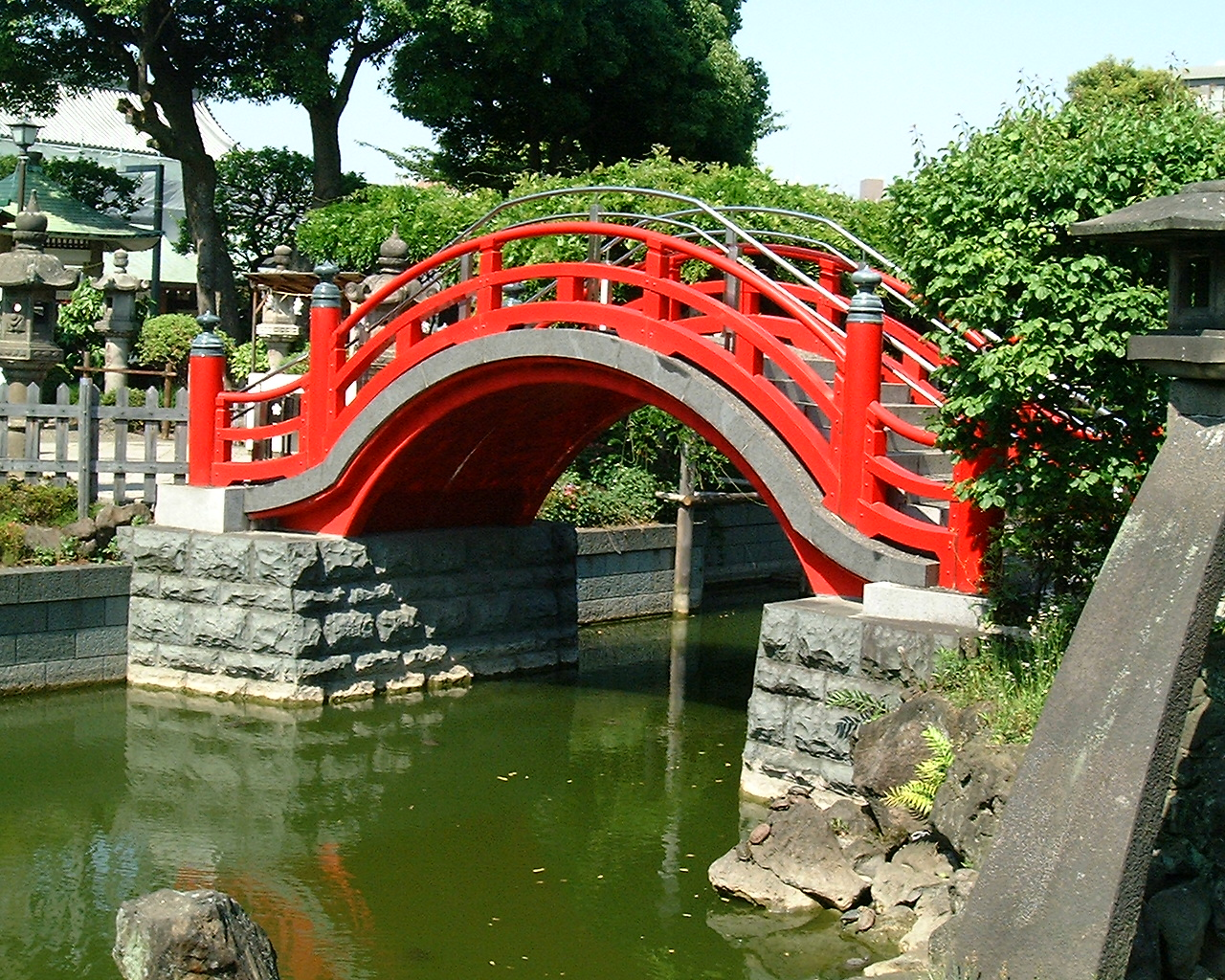
Most łukowy
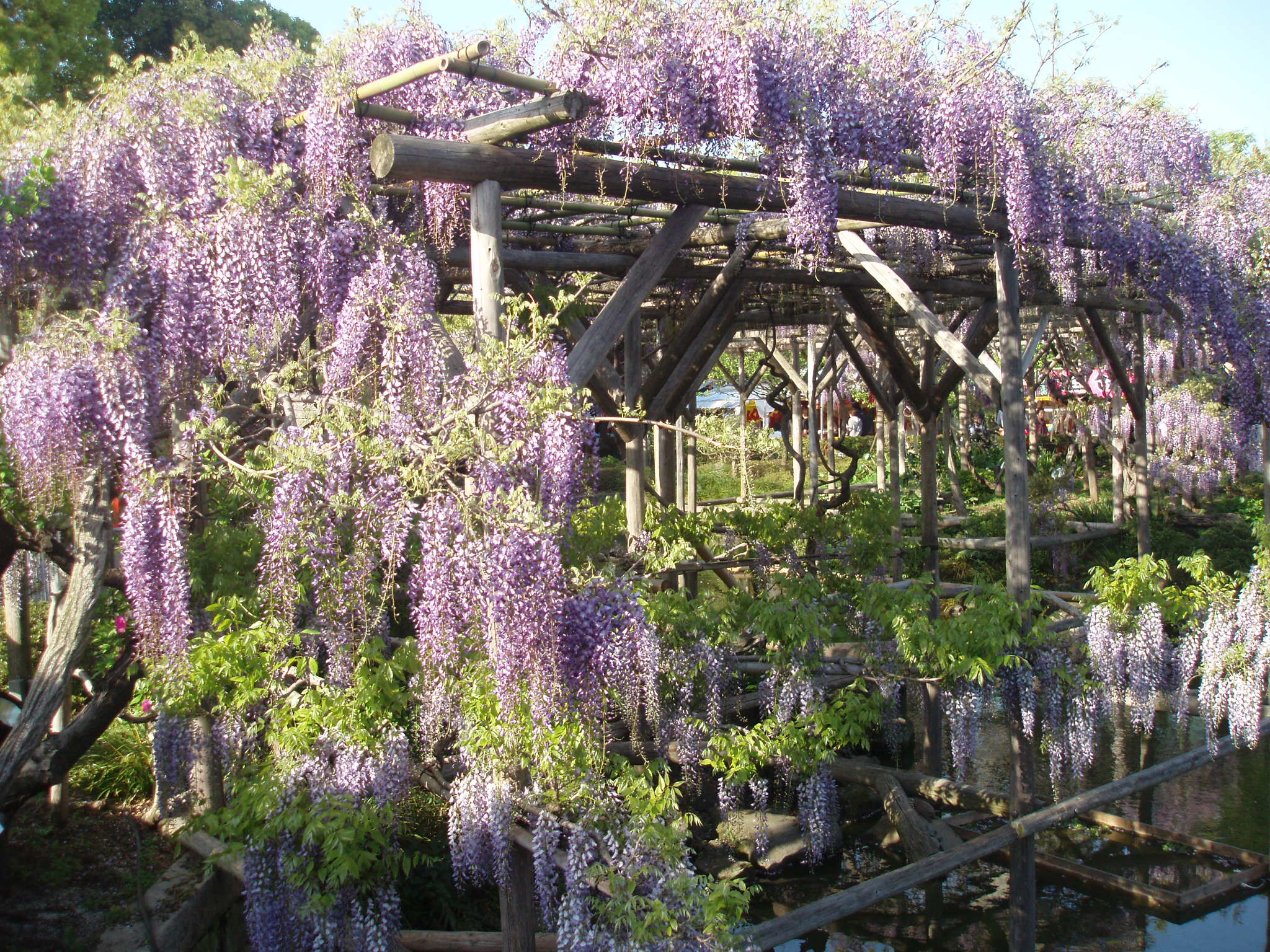
Kwitnące glicynie (wisterie)
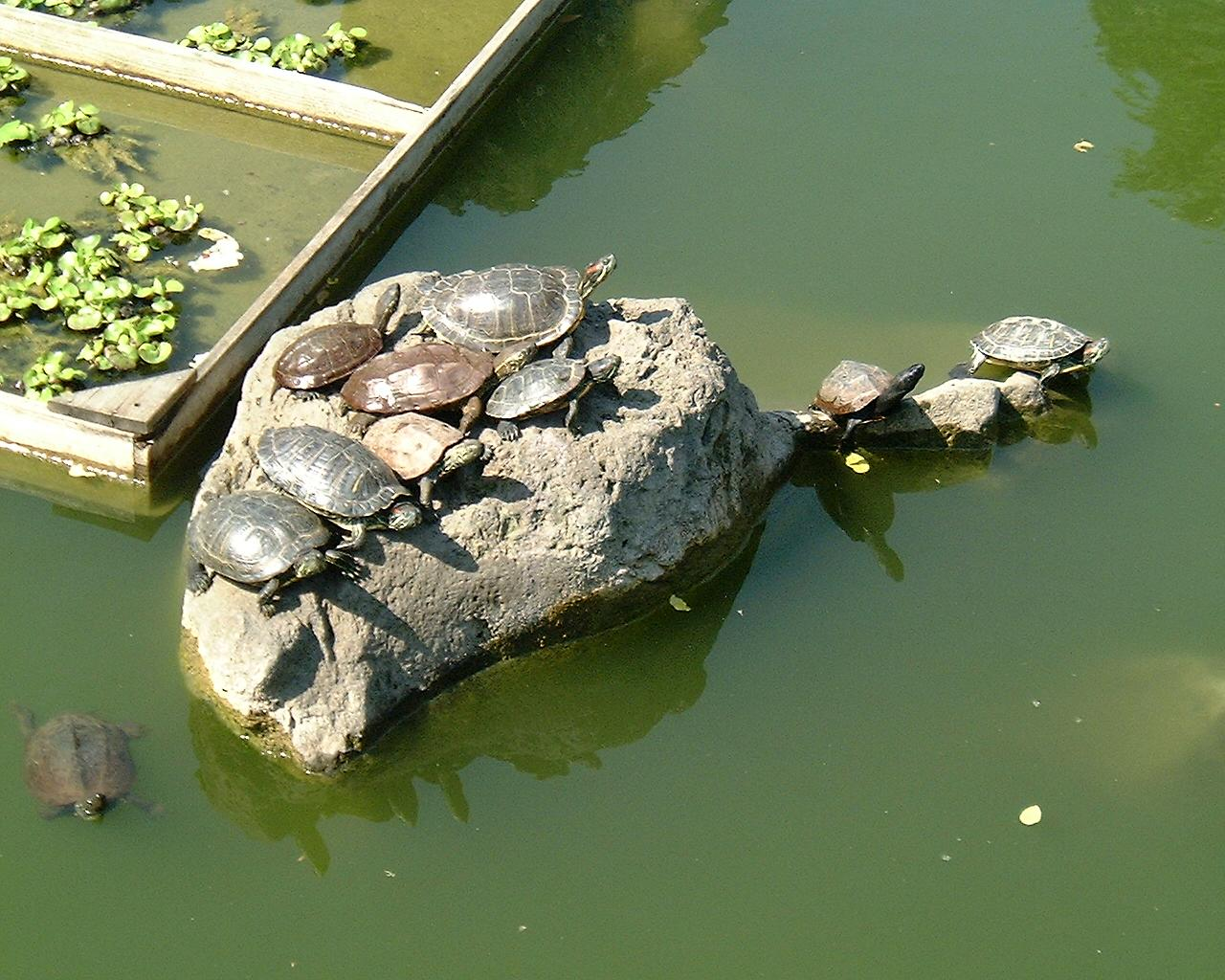
Żółwie w chramie
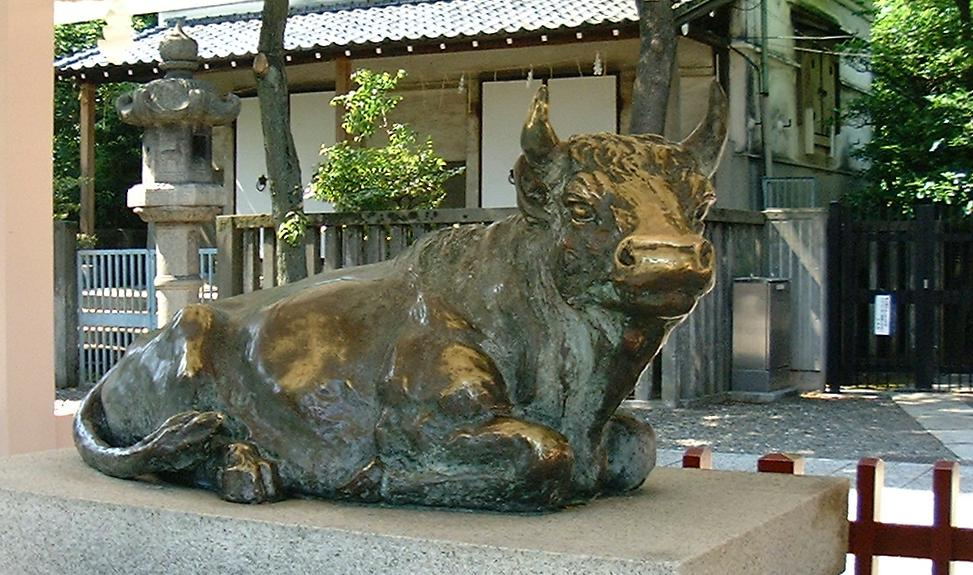
Nade-ushi